# Dave Campbell
David Hector Campbell, detto Dave (Vancouver, 11 settembre 1925 – 28 dicembre 2015), è stato un cestista canadese.

## Carriera
Giocatore dei Thunderbirds della University of British Columbia, ha disputato 6 partite alle Olimpiadi 1948 con il Canada.